# Snowflake (Arizona)
Snowflake is een plaats (town) in de Amerikaanse staat Arizona, en valt bestuurlijk gezien onder Navajo County.

## Demografie
Bij de volkstelling in 2000 werd het aantal inwoners vastgesteld op 4460.
In 2006 is het aantal inwoners door het United States Census Bureau geschat op 5157, een stijging van 697 (15.6%).

## Geografie
Volgens het United States Census Bureau beslaat de plaats een oppervlakte van
79,9 km², waarvan 79,8 km² land en 0,1 km² water. Snowflake ligt op ongeveer 1702 m boven zeeniveau.

## Plaatsen in de nabije omgeving
De onderstaande figuur toont nabijgelegen plaatsen in een straal van 48 km rond Snowflake.